# Anne av Burgund
Anne av Burgund, född 1404, död 1432, var en prinsessa av Burgund, gift med John, hertig av Bedford.
Hon var dotter till hertig Johan den orädde av Burgund och Margareta av Bayern. 
Hon gifte sig 1423 med John, hertig av Bedford, som bodde i Paris som regent för sin brorson Henrik VI av England. Äktenskapet arrangerades som en allians mellan England och Burgund. Relationen mellan paret var barnlös men lycklig, och Anne stödde med framgång den engelsk-burgundiska alliansen i Paris så länge äktenskapet varade. 
Sedan Jeanne d'Arc hade tillfångatagits, deltog Anne i undersökningen av Jeannes oskuld: hon utförde antingen denna personligen eller så utfördes den av kvinnorna i hennes hushåll, och den slutade med att Anne förklarade att Jeanne var oskuld. Anne uppges ha haft en hög tanke om Jeanne, och hon förbjöd varje man oavsett rang att röra Jeanne i fängelset. När Jeanne dömdes till döden, närvarade Anne vid hennes avrättning. 
Hon fick ett påkostad gravmonument med många konstnärliga utsmyckningar. Efter hennes död upplöstes alliansen mellan England och Burgund.